# Джексон Тауншип (округ Монро, Пенсільванія)
Джексон Тауншип (англ. Jackson Township) — селище (англ. township) в США, в окрузі Монро штату Пенсільванія. Населення — 6578 осіб (2020).

### Клімат
| Клімат : Джексон Тауншип | Клімат : Джексон Тауншип | Клімат : Джексон Тауншип | Клімат : Джексон Тауншип | Клімат : Джексон Тауншип | Клімат : Джексон Тауншип | Клімат : Джексон Тауншип | Клімат : Джексон Тауншип | Клімат : Джексон Тауншип | Клімат : Джексон Тауншип | Клімат : Джексон Тауншип | Клімат : Джексон Тауншип | Клімат : Джексон Тауншип | Клімат : Джексон Тауншип |
| Показник                 | Січ.                     | Лют.                     | Бер.                     | Квіт.                    | Трав.                    | Черв.                    | Лип.                     | Серп.                    | Вер.                     | Жовт.                    | Лист.                    | Груд.                    | Рік                      |
| Абсолютний максимум, °C  | 18,9                     | 24,1                     | 28,7                     | 32,7                     | 33,5                     | 33,4                     | 36,4                     | 35,4                     | 34,1                     | 29,8                     | 24,8                     | 20,7                     | 36,4                     |
| Середній максимум, °C    | 1,6                      | 3,5                      | 7,8                      | 15,1                     | 21,0                     | 25,4                     | 27,6                     | 26,7                     | 22,9                     | 16,4                     | 10,1                     | 3,8                      | 15,2                     |
| Середня температура, °C  | −3,3                     | −1,9                     | 2,2                      | 8,5                      | 14,4                     | 19,1                     | 21,3                     | 20,5                     | 16,7                     | 10,2                     | 4,8                      | −0,9                     | 9,3                      |
| Середній мінімум, °C     | −8,2                     | −7,2                     | −3,6                     | 1,9                      | 7,8                      | 12,7                     | 15,1                     | 14,2                     | 10,4                     | 3,9                      | −0,4                     | −5,6                     | 3,4                      |
| Абсолютний мінімум, °C   | −28,8                    | −23,4                    | −18,9                    | −10,8                    | −1,7                     | 1,6                      | 4,6                      | 2,2                      | −1,4                     | −7,6                     | −16,4                    | −23,5                    | −28,8                    |
| Норма опадів, мм         | 96                       | 81                       | 95                       | 115                      | 118                      | 127                      | 112                      | 112                      | 132                      | 127                      | 106                      | 110                      | 1330                     |
| Вологість повітря, %     | 70.7                     | 65.8                     | 62.1                     | 58.5                     | 62.1                     | 70.2                     | 70.1                     | 73.0                     | 73.9                     | 70.8                     | 70.1                     | 72.1                     | 68.3                     |
| ------------------------ | ------------------------ | ------------------------ | ------------------------ | ------------------------ | ------------------------ | ------------------------ | ------------------------ | ------------------------ | ------------------------ | ------------------------ | ------------------------ | ------------------------ | ------------------------ |
| Джерело: PRISM           |                          |                          |                          |                          |                          |                          |                          |                          |                          |                          |                          |                          |                          |

## Демографія
Згідно з переписом 2010 року, у селищі мешкали 7033 особи в 2535 домогосподарствах у складі 1939 родин. Було 3394 помешкання
Расовий склад населення:
| - 83,4 % — білих - 9,7 % — чорних або афроамериканців - 1,8 % — азіатів - 0,3 % — корінних американців - 2,1 % — осіб інших рас |

До двох чи більше рас належало 2,7 %. Частка іспаномовних становила 10,1 % від усіх жителів.
За віковим діапазоном населення розподілялося таким чином: 22,7 % — особи молодші 18 років, 63,3 % — особи у віці 18—64 років, 14,0 % — особи у віці 65 років та старші. Медіана віку мешканця становила 43,6 року. На 100 осіб жіночої статі у селищі припадало 96,9 чоловіків;  на 100 жінок у віці від 18 років та старших — 96,3 чоловіків також старших 18 років.
Середній дохід на одне домашнє господарство  становив 80 684 долари США (медіана — 71 604), а середній дохід на одну сім'ю — 82 627 доларів (медіана — 75 387). Медіана доходів становила 62 317 доларів для чоловіків та 34 688 доларів для жінок. За межею бідності перебувало 10,5 % осіб, у тому числі 20,1 % дітей у віці до 18 років та 3,0 % осіб у віці 65 років та старших.
Цивільне працевлаштоване населення становило 3751 особа. Основні галузі зайнятості: освіта, охорона здоров'я та соціальна допомога — 30,0 %, мистецтво, розваги та відпочинок — 11,7 %, роздрібна торгівля — 10,2 %.